# 浙江毅騰足球倶楽部
浙江毅騰足球倶楽部（漢音読み：せっこうきとう-そっきゅうくらぶ、簡体字中国語: 浙江毅腾足球俱乐部）は、かつて中華人民共和国の浙江省紹興市をホームタウンとしていたプロサッカークラブ。2020年までは『広州恒大』のクラブ名で知られた。

## 歴史
1988年
大連鉄路足球倶楽部(大連鉄路隊)が誕生する。
1989年
大連鉄路隊が乙級リーグに参加する。
1994年
大連鉄路隊が大連鉄路局からスタジアムの提供を受け、毅騰集団がトレーニングの経費を受け持つ。乙級リーグで3位に入り、甲Bリーグ(今の甲級リーグ)に参加が決まる。
1995年
大連鉄路隊が乙級リーグに降格となり、毅騰集団が出資してクラブ名が大連鉄路毅騰足球倶楽部となる。
1996年
毅騰集団が正式にメインスポンサーとなり、クラブ名が大連毅騰連鉄足球倶楽部となる。
1997年
乙級リーグに降格した大連順発足球倶楽部と合併。また、ホームタウンを鞍山市に移し、鞍山毅騰連鉄足球倶楽部となる。
1999年
昇格に向け有望であったが、昇格プレーオフの際行われた抽選において"6、9事件"が起こる。大連実徳に800万元でチームの選手を譲り渡す形で、チームは一度解散となる。
2005年
12月20日、新たにハルビンをホームタウンとして哈爾浜毅騰足球倶楽部としてクラブを立ち上げ、中国サッカー協会からも了承を得る。翌年より再びリーグに参加する。
2006年
乙級リーグ北区で優勝、昇格プレーオフでも2位になり、甲級リーグへの昇格を決める。
2007年
16試合連続未勝利という不名誉な記録を作るものの、フフホト黒馬足球倶楽部が解散することになり、降級を免れる。
2008年
ホームタウンを煙台市に移し、クラブ名を煙台毅騰足球倶楽部(簡体字中国語: 烟台毅腾足球俱乐部)に変更。リーグ前半戦は健闘し昇格圏につけるが、後半戦に入ると全く勝てなくなり、再び乙級リーグへ降格となる。
2009年
ホームタウンを再び大連に移し、クラブ名称を大連毅騰足球倶楽部に戻す。
2010年
乙級リーグ北区で2位に入るものの、昇格プレーオフでは3位決定戦で敗れ昇格を逃す。
2011年
大連から新たに参加した大連阿爾濱は甲級リーグで首位を快走、元々大連実徳が超級リーグに参加していたこともあって、大連でクラブの発展を図ることは難しいと判断。ホームタウンを再びハルビンに戻し、クラブ名も哈爾浜毅騰足球倶楽部に変更する。乙級リーグ北区で2位になり昇格プレーオフに進出、プレーオフでも重慶足球倶楽部を破って優勝し、甲級リーグへの再昇格を決める。
2013年
甲級リーグで2位に入り、超級リーグへの昇格を決める。
2016年
本拠を浙江省に移し、チーム名を「浙江毅騰足球倶楽部」に変更する。
2021年
紹興柯橋越甲足球倶楽部に改名。
2022年
解散。

## タイトル

### 国内タイトル
- 中国サッカー・乙級リーグ：1回
  - 2011

## 過去の成績
参考:中国足球資料
| シーズン | ディビジョン | ディビジョン | ディビジョン | ディビジョン | ディビジョン | ディビジョン | ディビジョン | ディビジョン | ディビジョン | 中国FAカップ |
| シーズン | リーグ       | 試           | 勝           | 分           | 敗           | 得           | 失           | 点           | 順位         | 中国FAカップ |
| -------- | ------------ | ------------ | ------------ | ------------ | ------------ | ------------ | ------------ | ------------ | ------------ | ------------ |
| 1989     | 乙級リーグ   |              |              |              |              |              |              |              | 5位          |              |
| 1991     | 乙級リーグ   |              |              |              |              |              |              |              | 5位          |              |
| 1994     | 乙級リーグ   | 8            | 3            | 5            | 0            | 20           | 15           | 6            | 3位          |              |
| 1995     | 甲級リーグ   | 22           | 6            | 4            | 12           | 20           | 36           | 22           | 10位         |              |
| 1996     | 乙級リーグ   | 3            | 0            | 0            | 3            | 4            | 7            | 0            | 4位          |              |
| 1997     | 乙級リーグ   | 3            | 1            | 0            | 2            | 5            | 5            | 3            | 3位          |              |
| 1998     | 乙級リーグ   |              |              |              |              |              |              |              | 3位          |              |
| 1999     | 乙級リーグ   | 10           | 3            | 5            | 2            | 11           | 8            | 14           | 3位          |              |
| 2006     | 乙級リーグ   | 16           | 9            | 5            | 2            | 26           | 16           | 32           | 2位          |              |
| 2007     | 甲級リーグ   | 24           | 4            | 7            | 13           | 18           | 36           | 19           | 12位         |              |
| 2008     | 甲級リーグ   | 24           | 5            | 10           | 9            | 28           | 35           | 25           | 13位         |              |
| 2009     | 乙級リーグ   | 12           | 4            | 2            | 6            | 17           | 15           | 14           | 5位          |              |
| 2010     | 乙級リーグ   | 21           | 9            | 6            | 6            | 28           | 22           | 27           | 4位          |              |
| 2011     | 乙級リーグ   | 19           | 14           | 2            | 3            | 38           | 9            | 36           | 1位          |              |
| 2012     | 甲級リーグ   | 30           | 13           | 6            | 11           | 53           | 43           | 45           | 4位          | 2回戦敗退    |
| 2013     | 甲級リーグ   | 30           | 18           | 6            | 6            | 55           | 29           | 60           | 2位          | 3回戦敗退    |
| 2014     | 超級リーグ   | 30           | 5            | 6            | 19           | 35           | 56           | 21           | 16位         | 3回戦敗退    |
| 2015     | 甲級リーグ   | 30           | 11           | 14           | 5            | 43           | 31           | 47           | 5位          | 2回戦敗退    |
| 2016     | 甲級リーグ   | 30           | 11           | 5            | 14           | 39           | 49           | 38           | 13位         | 2回戦敗退    |
| 2017     | 甲級リーグ   | 30           | 8            | 8            | 14           | 35           | 46           | 32           | 13位         | 2回戦敗退    |
| 2018     | 甲級リーグ   | 30           | 10           | 7            | 13           | 43           | 53           | 37           | 12位         | 3回戦敗退    |
| 2019     | 乙級リーグ   | 30           | 12           | 5            | 13           | 34           | 41           | 41           | 16位         | 3回戦敗退    |
| 2020     | 乙級リーグ   |              |              |              |              |              |              |              | 位           |              |

## 歴代監督
- ジャイルズ・スティル 2019-

## 歴代所属選手
- 朴晶煥 2007-2008
- ミオドラグ・アンジェルコビッチ 2008
- 盧亨求 2014
- ロメオ・カステレン 2017

## 参考
- 中国的“阿贾克斯”(アヤックス) 大连毅腾无愧国脚摇篮美誉（中国語）